# 294-es busz (Budapest)
A budapesti 294-es jelzésű autóbusz Pestszentimre, központ és Gyál, Bem József utca között közlekedett. A vonalat a Budapesti Közlekedési Zrt. üzemeltette.

## Története
A 294-es busz 2002. szeptember 1-jén indult Pestszentimre, központ és Gyál, Bem József utca között.
A gyáli buszok 2006-os átszervezése miatt szeptember 30-án megszűnt, másnap október 1-jétől a forgalmát az 54-es, az 55-ös, a 84-es, a 89-es, a 94-es és a 94E buszok vették át.

## Útvonala
| Gyál, Bem József utca felé | Pestszentimre, központ felé |
| --- | --- |
| Pestszentimre, központ vá. – Dózsa György utca – Nagykőrösi út – Gyál, Kőrösi út – Kolozsvári utca – Bajcsy-Zsilinszky utca – Brassói utca – Erdősor utca – Gyál, Bem József utca vá. | Gyál, Bem József utca vá. – Bem József utca – Kőrösi út – Budapest, Nagykőrösi út – Pamut utca – Bocskai utca – Pestszentimre, központ vá. |

## Megállóhelyei
| 0                                  | Pestszentimre, központ végállomás | 12 | 54, 54, 94, 166, 193, Alacska Pestszentimre |
| 2                                  | Csolt utca                        | 10 | 94, 94                                      |
| 3                                  | Ár utca (↓) Paula utca (↑)        | 9  | 94, 94                                      |
| 4                                  | Temető                            | 8  | 94, 94                                      |
| Budapest–Gyál közigazgatási határa |                                   |    |                                             |
| 6                                  | Gyál felső, MÁV-állomás           | 6  | 94, 94 Gyál felső                           |
| 7                                  | Bajcsy-Zsilinszky utca            | ∫  |                                             |
| 9                                  | Erdősor utca                      | ∫  |                                             |
| 10                                 | Bacsó Béla utca                   | ∫  |                                             |
| 11                                 | Toldi Miklós utca                 | ∫  |                                             |
| 12                                 | Kisfaludy Sándor utca             | ∫  |                                             |
| ∫                                  | Ady Endre utca                    | 5  | 94, 94                                      |
| ∫                                  | Somogyi Béla utca                 | 4  | 94, 94                                      |
| ∫                                  | Bocskai István utca               | 2  | 94, 94 Gyál                                 |
| 13                                 | Gyál, Bem József utca végállomás  | 0  |                                             |